# Dj Radiate
DJ Radiate is de artiestennaam van Reiner van Hall, (Nieuwerkerk aan den IJssel, 20 juli 1982) een Nederlandse hardcore-dj en producer.   

## Biografie
De eerste officiële deejay optredens vonden plaats op Thrillogy & Decibel Outdoor. Het was zijn begin bij het Nederlandse label Offensive Records. Daarna draaide hij als vertegenwoordiger van Offensive Records op verschillende grote locaties in Nederland, Duitsland, Spanje en Italië op feesten zoals: Hardcore 4 Life, een Nightmare in Rotterdam, Nightmare in Germany, Hellraiser, Megarave, Nature One, Ruhr in Love en Slaves to the Rave. 
Samen met Paul Elstak bracht hij enkele nummers uit, zoals "Angels deserve to Die".